# Julius Hübner
Julius Hübner (27. ledna 1806 Olešnice — 7. listopadu 1882 Loschwitz u Drážďan) byl německý malíř v akademickém stylu a ředitel galerie. Od roku 1821 studoval Uměleckou akademii v Berlíně, od roku 1823 byl jeho učitelem Wilhelm Schadow, za nímž pak roku 1826 odešel do Düsseldorfu. Později pobýval několik let i v Římě a Berlíně. Roku 1839 byl povolán na Uměleckou akademii v Drážďanech, kde byl od roku 1841 profesorem. Roku 1871 se stal ředitelem drážďanské královské galerie. K jeho dětem patřili filolog Emil Hübner (1834–1901) a chemik Hans Hübner (1837–1884).